# Manor of Hougun
Manor of Hougun er det historiske navn på et område, der i dag udgør en del af countiet Cumbria i et nordvestlige England. Af de tre nordligste counties, der nævnes i Domesday Book fra 1086 (Northumbria, Durham og Cumbria), er det kun den sydligste del af Cumbria, der nævnes. Den vestligste del af Cumbria, der dækker halvøerne Duddon og Furness bliver hovedsageligt nævnt som en del af Manor of Hougun. Afsnittet i Domesday Book, der dækker Hougon, omtaler det tidspunkt, hvor det var ejet af Tostig Godwinson (ca. 1026 – 25. september 1066), jarl af Northumbria, omkring 1060.

## Placering
Den præcise placering afHougun har længe været til diskussion, og Millom er ofte blevet foreslået, selvom High Haume nær Dalton-in-Furness også er blevet foreslået som mulig placering, da blev nævnt i 1336 som Howehom. Det er også blevet foreslået af centrum i området var Furness, og at området inkluderede Millom-området samt hele eller dele af Cartmel – det som senere blev til Lancashireområdet kendt som Amounderness. Forestillingen om at manor of Hougun var et administrativt område og ikke kun det primære vill-område er også blevet udfordret.